# Districtul Thung Wa
Thung Wa (thailandeză ทุ่งหว้า) este un district (Amphoe) din Provincia Satun, în Thailanda de sud.

## Istorie
Thung Wa era unul dintre cele trei districte originale al Satun-ului. La începutul secolului XX industria principală era producția de piper. Când producția a scăzut în anii 1910, câțiva nativi s-au mutat spre terenurile agricole al districtului minor La-ngu, pe vreme ce comercianții străini au părăsit zona în totalitate.

## Geografie
Districtele vecine sunt Districtul Palian al Provinciei Trang și cu Districtul Manang și Districtul La-ngu al Provinciei Satun. La vest este Marea Andaman.
O mare parte a țărmului din district precum și mai multe insule sunt parte a Parcului Național Mu Ko Phetra.

## Administrație
Districtul este subdivizat în 5 subdistricte (tambon), care sunt subdivizate în 35 sate (muban). Thung Wa este un oraș (thesaban tambon) și încojoară părți al tambon-ului Thung Wa. Sunt ulterior 5 organizații administrative al tambon-ului.
| Număr | Nume         | Thailandeză | Sate | Locuitori |  |
| ----- | ------------ | ----------- | ---- | --------- |  |
| 1.    | Thung Wa     | ทุ่งหว้า       | 10   | 6,242     |  |
| 2.    | Na Thon      | นาทอน       | 9    | 6,316     |  |
| 3.    | Khon Klan    | ขอนคลาน     | 4    | 2,305     |  |
| 4.    | Thung Bulang | ทุ่งบุหลัง      | 5    | 2,174     |  |
| 5.    | Pakae Bohin  | ป่าแก่บ่อหิน    | 7    | 3,646     |  |

## Legături externe
- amphoe.com